# Riu Ken
El Ken o Kayan (sanscrit Karnavati, llatí Kainas) és un riu de l'Índia central al Bundelkhand que neix a les muntanyes Kaimur al districte de Jabalpur, i corre al nord-est entrant al districte de Banda i desaigua finalment al Jumna al costat de Chilla (prop de Fatehpur) després d'un curs de 427 km pels estats de Madhya Pradesh i Uttar Pradesh. La seva conca és de 28.058 km², prop de la meitat dels quals corresponen al riu Sonar el seu afluent principal; altres tributaris són el Bawas, Dewar, Kaith i Baink per l'esquerra i el Kopra i Bearma per la dreta. la ciutat de Banda és a la seva riba. Les cascades de Ranneh són una atracció turística dins del Parc Nacional de Panna.